# Bundesautobahn 52
La Bundesautobahn 52, abbreviata anche in A 52, è una autostrada tedesca che collega i Paesi Bassi con alcune importanti città come Düsseldorf ed Essen. Il suo percorso, interamente nella Renania Settentrionale-Vestfalia, termina all'altezza di Marl confluendo nella A 43.
Come molte altre autostrade nella regione della Ruhr non è completa, e come negli altri casi i tratti mancanti vengono compensati da tratti di altre autostrade. Ad esempio, i primi due spezzoni dell'autostrada A 52 sono collegati tra di loro dalla A 44.

## Percorso

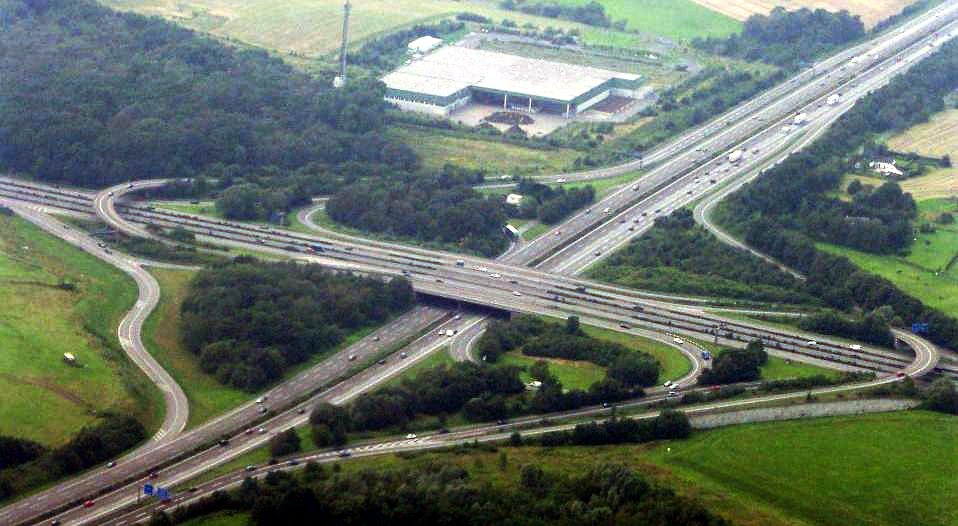
Incrocio di Breitscheid tra A 52 e A 3

| A 52 ELMPT - BUDERICH     |           |                                |      |                 |                |
| Tipo                      | n° uscita | Indicazione                    | km   | Corrispondenze  | Strada europea |
|                           | 1         | Confine di Stato - Paesi Bassi | 0,0  |                 |                |
|                           | 2         | Elmpt                          | 4,1  |                 |                |
|                           | 3         | Niederkruchten                 | 10,1 |                 |                |
|                           | 4         | Schwalmtal                     | 13,4 |                 |                |
|                           | 5         | Hostert                        | 17,7 |                 |                |
|                           | 6         | Mönchengladbach Hardt          | 19,9 |                 |                |
|                           | 7         | Incrocio di Mönchengladbach    | 22,2 |                 |                |
|                           | 8         | Mönchengladbach Nord           | 26,4 |                 |                |
|                           | 9         | Mönchengladbach Neuwerk        | 28,2 |                 |                |
|                           | 10        | Incrocio di Neersen            | 30,7 |                 |                |
|                           |           | Area di servizio "Cloerbruch"  | 32,6 |                 |                |
|                           | 11        | Schiefbahn                     | 34,5 |                 |                |
|                           | 12        | Kaarst Nord                    | 40,3 |                 |                |
|                           | 13        | Incrocio di Kaarst             | 41,7 |                 |                |
|                           | 14        | Buderich                       | 46,3 |                 |                |
| A 52 DÜSSELDORF - ESSEN   |           |                                |      |                 |                |
| Tipo                      | n° uscita | Indicazione                    | km   | Corrispondenze  | Strada europea |
|                           | 21        | Düsseldorf-Rath                | 55,4 |                 |                |
|                           | 22        | Incrocio di Düsseldorf Nord    | 56,8 |                 |                |
|                           |           | Area di servizio "Hohenstein"  | 57,2 | Solo dir. Essen |                |
|                           | 23        | Ratingen                       | 58,3 |                 |                |
|                           | 24        | Tiefenbroich                   | 61,4 |                 |                |
|                           | 25a       | Confluenza di Breitscheid      | 64,4 |                 |                |
|                           | 25b       | Incrocio di Breitscheid        | 65,0 |                 |                |
|                           | 25c       | Breitscheid                    | 65,7 |                 |                |
|                           | 26        | Essen-Kettwig                  | 73,9 |                 |                |
|                           | 27        | Essen Haarzopf                 | 76,1 |                 |                |
|                           | 28        | Essen Ruttenscheid             | 76,8 |                 |                |
|                           | 29        | Essen Sud                      | 80,3 |                 |                |
|                           | 30        | Essen Bergerhausen             | 81,6 |                 |                |
|                           | 31        | Confluenza di Essen Ost        | 83,0 |                 |                |
| A 52 GELSENKIRCHEN - MARL |           |                                |      |                 |                |
| Tipo                      | n° uscita | Indicazione                    | km   | Corrispondenze  | Strada europea |
|                           | 42        | Gelsenkirchen Buer West        | 4,4  |                 |                |
|                           | 43        | Gelsenkirchen Scholven         | 5,3  |                 |                |
|                           | 44        | Gelsenkirchen Hassel           | 8,0  |                 |                |
|                           | 45        | Dorsten Ost                    | 11,4 |                 |                |
|                           | 46        | Marl Frentrop                  | 13,2 |                 |                |
|                           | 47        | Marl Brassert                  | 16,2 |                 |                |
|                           | 48        | Marl Zentrum                   | 18,0 |                 |                |
|                           | 49        | Marl Hamm                      | 19,7 |                 |                |
|                           | 50        | Incrocio di Marl Nord          | 23,1 |                 |                |